# Tetrazepam

Deşi din punct de vedere farmacologic tetrazepamul face parte din grupul benzodiazepinelor, el are și acțiune miorelaxantă.
IUPAC 7-Chloro-5-(cyclohex-1-enyl)-1,3-dihydro-1-methyl-
-2H-1,4-benzodiazepin-2-one

## Farmacologie

### Mod de acțiune
Tetrazepam este o 1-4 benzodiazepină, care la rozătoare are efect ușor sedativ și ataxic.Examinându-se intrecția dintre teztrazepam și receptorii periferici și centrali benzodiazepinici, s-a observat o afinitate aproape egală pentru cele 2 tipuri de receptori:
- comparattiv cu diazepamul are o afinitate de circa 1.16 ori mai mare față de receptorii centrali
- la nivelul receptorilor periferici actiunea sa este similară  cu diazepamului.

Studierea in vitro a acțiunii sale, a arătat  faptul că  la nivelul creierul de șobolan el dislocuiește [3H]flunitrazepamul
Fiind un agonist al receptorilor benzodiazepinici, el mărește activitatea GABA (acidul gamma aminobutiric). Arhivat în 29 septembrie 2007, la Wayback Machine.

### Indicații
Diminuearea contracturilor musculare.

### Contraindicații
- Alergie la benzodiazepine
- Miastenie.
- Dependența marcată caracteristică benzodiazepinelor, favorizatăde
  - de durata tratamentului
  - doza administrată,
  - asocierea cu alte anxiolitice, hipnotice sau alcool.

La întreruperea bruscă a tratmentului (contraindicată de altfel)se dezvoltă sindromul de abstinență, manifestat prin:insomnie, dureri de cap, dureri musculare, anxietate, irascibilitate, agitație).
Se administrează cu atenție în caziul bolnavilor cu afecțiuni hepatice, renale sau musculare (miastenie),precum și la gravide sau lăuze.La persoanele cu activităti ce necesită atenție sporită (șoferi,persoane ce manevrează diferite utilaje), nu se administrează deoarece induce somnolență,diminuarea reflexelor.

### Farmacografie
Myolastan  50 mg Sanofi Whintrop [nefuncțională]